# المتحف الجيولوجي المصري
المتحف الجيولوجي المصري هو متحف يقع في .زهراء مصر القديمة. أنشأ المتحف عام 1901 عقب إنشاء الهيئة العامة للمساحة الجيولوجية المصرية عام 1896 والتي أمر بانشائها الخديو إسماعيل. يعد المتحف الأول من نوعه في الشرق الأوسط والعالم العربي وإفريقيا.
كان أول أمين للمتحف هو تشارلز وليم أندروز 1904، ثم تبعه هنري أوربورن 1906، بينما كان الدكتور حسن صادق هو أول أمين مصري للمتحف. احتفل المتحف باليوبيل الماسي عام 1979 حيث صدر طابع بريد تذكارى بهذه المناسبة.
يتبع المتحف الهيئة العامة للمساحة الجيولوجية والتي كان الغرض من إنشائها دراسة كل أنواع الصخور والتربة بالأراضي المصرية والرواسب المعدنية وغيرها مما له قيمة اقتصادية بالأراضي المصرية. وتم إنشاء المتحف الجيولوجي المصري في عام 1901 كأحد أقسام المساحة الجيولوجية في مبنى على الطراز اليوناني-الروماني داخل حديقة وزارة الأشغال وافتتح للجمهور في الأول من ديسمبر عام 1904 حيث ضم حفريات لحيوانات فقارية وثديية جمعت من محافظة الفيوم عام 1898.
ظل المتحف في مكانه حتى عام 1982 حين تم هدم المبنى الأصلي لإنشاء مترو أنفاق القاهرة. نقلت مقتنيات المتحف إلى موقعه الحالي بمنطقة أثر النبي على كورنيش النيل.

## مقتنيات المتحف
توزع المقتنيات بصالات العرض بالمتحف، وتعرض بطرق علمية حديثة ويشرف عليها مجموعة من الجيولوجيين، وهي صالة عرض المعادن والصخور, ويعرض فيها مجموعة كبيرة من المعادن والخامات المعدنية بمصر، مرتبة ومصنفة وفقا لأحدث التقسيمات، ومن المعروضات بالصالة مجموعة من الأحجار الكريمة ومجموعة من الكهرمان والأصداف المشغولة والخاصة بالأسرة الملكية السابقة ومجموعات مهداة من الياقوت والسافير الطبيعي والصناعي.
يوجد بالمتحف العديد من الحفريات الفقارية علاوة على هيكل عظمي كامل لحوت من نفس النوع الذي تم اكتشافه سنة 1901 بواسطة العالم الإنجليزي بيدنل، إضافة إلى اكتشاف العالم جورج شفينفورث عام 1879 عن أول عظام متحجرة في بحيرة قارون بالفيوم.
كما يضم المتحف نيزكا مصدره كوكب المريخ وهو نيزك سقط على قرية نخلة في محافظة البحيرة عام 1908، ويعد واحدا من 33 نيزكا فقط على مستوى العالم مصدرهم المريخ.

## ادارات المتحف
يضم المتحف 6 إدارات وبعض المعامل للحفريات والمعادن، ويعتبر معمل الحفريات -وخاصة الفقارية- من المعامل النادرة والفريدة على مستوى المنطقة العربية.

## معرض الصور
|  |  |  |

| فك سمكة قرش يعود الي القرش الحريري | فك سمكة قرش بريوندون Prionodon من البحر الأحمر | ثلاث أنواع من الجنس البشري. من اليمين الي اليسار (إنسان كرومانيون - إنسان نياندرتال - إنسان منتصب ) |

| [[ملف:Basilosaurus isis by Hatem Moushir 1.JPG\|253x253px\|تصغير\|جمجة باسيلوسورس ايزيس من عصر الايوسين الأوسط في وادي الحيتان | بديل=جمجة باسيلوسورس ايزيس من عصر الايوسين الأوسط في وادي الحيتان]] |  |  |

|  |  |  |

|  |  |  |

| أركيوبتركس وهو طائر من ديناصورات الثيربودا والذي عاش في العصر الجوراسي | باليوماستودون هو جنس منقرض ينتمي إلى رتبة الفيليات عاش في عصر الإيوسين من (35-36) مليون سنة | جمجة باسيلوسورس ايزيس من عصر الايوسين الأوسط في وادي الحيتان |
| ---------------------------------------------------------------------- | ------------------------------------------------------------------------------------------- | ------------------------------------------------------------ |

|  |  |  |

## وصلات خارجية
- أول متحف جيولوجي عربي.. عمره مائة عام
- موسوعة تاريخ أقباط مصر / المتحف الجيولوجى المصرى
- دليل المدينة / المتحف الجيولوجي المصري